# هواشانق
هواشانق روستایی است که در استان اردبیل، شهرستان کوثر، بخش مرکزی، دهستان سنجبد غربی قرار دارد.
از مناطق گردشگری این روستا میتوان به غار یخگان -دربند هواشانق و بافت سنتی آن نام برد. از خصوصیات ویژه غار یخگان جریان مداوم هوای مرطوب و تشکیل بلورهای یخ بصورت آویزه و ورقه های نازک در قسمت‌هایی از سطوح دیوارها و سقف می‌باشد .
جالب اینکه در مواقعی که هوای بیرون غار گرم است انجماد صورت می‌گیرد و با سرد شدن هوای خارج علاوه بر اینکه یخ تشکیل نمی‌شود بلکه یخ‌های موجود نیز به تدریج ذوب می‌شوند.
روستاییان منطقه در گذشته نه چندان دور یخ مصرفی خود را از این غار تأمین می‌کرده‌اند.

## جمعیت
بر اساس سرشماری سال ۱۳۸۵ جمعیت این روستا ۵۹۶ نفر با ۱۲۱ خانوار بوده‌است. این آمار ساکنین حاضر در روستا رانشان می‌دهد از آنجا که شغل بیشتر اهالی دامداری و کشاورزی ست.